# Jan Musílek
Jan Musílek fue un deportista checoslovaco que compitió en tiro con arco, en la modalidad de arco recurvo. Ganó tres medallas en el Campeonato Mundial de Tiro con Arco al Aire Libre, en los años 1934 y 1936.

## Palmarés internacional
| Campeonato Mundial al Aire Libre | Campeonato Mundial al Aire Libre | Campeonato Mundial al Aire Libre | Campeonato Mundial al Aire Libre |
| Año                              | Lugar                            | Medalla                          | Prueba                           |
| -------------------------------- | -------------------------------- | -------------------------------- | -------------------------------- |
| 1934                             | Båstad (Suecia)                  | Medalla de bronce                | Equipo                           |
| 1936                             | Praga (Checoslovaquia)           | Medalla de oro                   | Equipo                           |
| 1936                             | Praga (Checoslovaquia)           | Medalla de bronce                | Individual                       |